# Stay (песен на Риана)
Stay е песен на барбадоската певица Риана, с участието на Мики Еко, от седмия ѝ студиен албум Unapologetic.

## Композиция
Stay е написана от Мики Еко и Джъстин Паркър. Песента е Поп и R&B балада.

## Музикален видеоклип
Видеото към песента е режисирано от Софи Мюлер.На 10 февруари 2013 г. на наградите Грами Риана каза, че видеото към Stay ще е пуснато на следващия ден (11 февруари) по E! News.Видеото е качено на 12 февруари 2013 г. по VEVO профила на Риана в YouTube.

## Изпълнения на живо
Риана изпълни песента за първи път на живо по Saturday Night Live заедно с Diamonds на 10 ноември 2012 г.Тя изпълни песента на турнетата ѝ 777 Tour, и Diamonds World Tour и на 55-те награди Грами, заедно с Мики Еко през 2013 година.

## Кавър версии
На 11 февруари 2013 г. Адам Ламбърт направи кавър версия на песента.На 20 февруари 2013 г. Джонас Брадърс изпяха песента наживо на тяхното турне в Монтерей.

## История на издаване
| Държава        | Дата             | Формат          | Музикален издател     |
| -------------- | ---------------- | --------------- | --------------------- |
| Великобритания | 7 януари 2013    | Радио излъчване | Def Jam               |
| САЩ            | 29 януари 2013   | Радио излъчване | Mercury Records       |
| Германия       | 15 февруари 2013 | CD сингъл       | Universal Music Group |

## Позиции в музикалните класации
| Държава                           | Позиция |
| --------------------------------- | ------- |
| Австралия (ARIA)                  | 4       |
| Белгия (Ultratop 40 Wallonia)     | 4       |
| Белгия (Ultratop 50 Flanders)     | 5       |
| България (БАМП)                   | 5       |
| Великобритания (UK R&B Chart)     | 3       |
| Великобритания (UK Singles Chart) | 4       |
| Германия (Media Control Charts)   | 2       |
| Израел (Media Forst)              | 1       |
| Испания (PROMUSICAE)              | 20      |
| Ирландия (IRMA)                   | 2       |
| Италия (Musica e Dischi)          | 34      |
| Нидерландия (Mega Single Top 100) | 3       |
| Нова Зеландия (RIANZ)             | 6       |
| Румъния (Romanian Top 100)        | 50      |
| Словакия (IFPI)                   | 7       |
| САЩ (Billboard Hot 100)           | 3       |

## Сертификации
| Държава       | Сертивикация |
| ------------- | ------------ |
| Нова Зеландия | Платинен     |

## Траклист
CD сингъл
| №  | Име                                           | Време |
| -- | --------------------------------------------- | ----- |
| 1. | Stay (с участието на Мики Еко)                | 4:00  |
| 2. | Diamonds (Ремикс) (с участието на Кание Уест) | 4:48  |